# Valerio Cleri
Valerio Cleri (ur. 19 czerwca 1981 w Palestrinie) – włoski pływak, złoty medalista mistrzostw świata w pływaniu 2009 roku na otwartym akwenie z Rzymu na 25 km z czasem 5:26:31.6.
Uczestnik igrzysk olimpijskich z Pekinu (2008) oraz z Londynu (2012) na dystansie 10 km na otwartym akwenie.